# Ludvig 2. af Ungarn
Ludvig 2. (tjekkisk: Ludvík, kroatisk: Ludovik , ungarsk: Lajos) (1. juli 1506 – 29. august 1526) var konge af Ungarn, Kroatien og Bøhmen fra 1516 til 1526. Han blev dræbt tyve år gammel under Slaget ved Mohács i kamp mod Osmannerne.

## Biografi
Ludvig var søn af den ungarsk-bøhmiske konge Vladislav 2. i hans tredje ægteskab med Anne af Foix-Candale. Han blev kronet til tronfølger i 1507 og efterfulgte sin far i 1516. Som konge formåede han ikke at få kontrol over opsplittelsen af landet, og han blev kontrolleret af rigernes ledende stormænd.
En arrogant afvisning af en ambassade fra den osmanniske sultan Süleyman 1. førte til krig med Det Osmanniske Rige. Ludvig førte de ungarske styrker i det tilintetgørende slag ved Mohács, hvor den ungarske hær blev besejret af osmannerne. Ludvig blev dræbt under tilbagetoget. Da han var barnløs, blev han den sidste konge over Bøhmen og Ungarn af den jagiellonske slægt. Kravet på tronen blev overtaget af habsburgerne i form af Ludvigs svoger, den senere tysk-romerske kejser Ferdinand 1.